# Call of Duty: Mobile
Call of Duty: Mobile ist ein Free-to-play-Ego-Shooter für Android und iOS, welcher von TiMi Studios entwickelt, von Activision im Westen, von Garena in Südostasien, von Tencent Games in China, Korea und von VNG Games in Vietnam vermarktet wird. Es gliedert sich ein in die Call-of-Duty-Spielserie.

## Spielprinzip
Das Spielprinzip ähnelt den Spielen aus den Reihen Call of Duty: Modern Warfare und Call of Duty: Black Ops. Dabei wurden auch bekannte Waffen, Karten, spielbare Charaktere und Spielmodi übernommen. Gesteuert wird das Spiel mit dem Touchscreen durch virtuelle Tasten auf dem Bildschirm, die Funktionen für die Bewegung und die Waffennutzung beinhalten. Diese Steuerung lässt sich in den Einstellungen anpassen. Die Standard-Spielmodi sind unter anderem Team-Deathmatch, Suchen und Zerstören und ein Battle-Royale-Modus.
Im Zombie-Modus der entfernt wurde jedoch bald wieder kommen soll, muss der Spieler gegen Wellen von Zombies, die von einer künstlichen Intelligenz als Nicht-Spieler-Charaktere gesteuert werden, überleben. Das Prinzip ähnelt dabei einem Horde-Shooter: Im Schlachtzug-Modus muss der Spieler eine festgelegte Anzahl von Wellen von Zombies besiegen, bevor er auf einen Endboss trifft.
Es gibt zwei InGame-Währungen im Spiel sowie einen Battle Pass.

## Entwicklung und Veröffentlichung
Call of Duty: Mobile wurde erstmals im März 2019 angekündigt und von TiMi J3 Studio angehörig zu Tencent Games – eine Division von Tencents Interactive Entertainment Group – entwickelt. Activision fungierte hierbei nur als Publisher, koordiniert die sozialen Kanäle und kuratiert die Spielcommunity. Das Ziel des Spiels ist es, vertraute Aspekte aus den früheren Spielen der Reihen zu übernehmen und den mobilen Markt auf Smartphones und Tablets zu erobern.
Nach einer Beta-Version in ausgewählten Regionen im Juli 2019 wurde Call of Duty: Mobile am 1. Oktober 2019 weltweit veröffentlicht.
Im November 2019 wurde dem Spiel ein Zombie-Modus hinzugefügt, welcher aber später wieder entfernt wurde.

## Rezeption

### Kritiken
Auf Metacritic erhielt das Spiel einen Metascore von 81 von 100 Punkten. Als Grund für den Erfolg wird unter anderem die einfache und adaptive Steuerung auf mobilen Endgeräten, der Fanservice gegenüber den Spielern der Reihe in Form der Übernahme von bekannten Items, Karten und Spielmechaniken aus anderen Teilen und das Free-to-play- und Gaming-as-a-service-Modell genannt. Inhalte lassen sich im Spiel generell auch ohne InGame-Käufe freischalten oder sind nur optische Änderungen, was das Spiel nicht zu Pay to win macht. Kritisiert wurde hingegen fehlende Einzelspielermodi und die niedrige Grafikqualität auf schwächeren Handys. In Kritik gerieten außerdem die Lootboxen, die auf Glücksspiel aufbauen.

### Download-, Spieler- und Verkaufszahlen
In dem ersten Monat nach der Veröffentlichung hatte das Spiel über 148 Millionen Downloads und erwirtschaftete einen Umsatz von fast 54 Millionen US-Dollar. Damit war es das Handyspiel mit den am schnellsten wachsenden Downloadzahlen in der Geschichte. Seit der Veröffentlichung hat Activision die Anzahl der aktiven Spieler von 40 Millionen bis zum Februar 2020 auf 100 Millionen steigern können. Damit ist es das spielerstärkste Spiel der Reihe.

### Auszeichnungen und Nominierungen
| Jahr | Auszeichnung                     | Kategorie                          | Resultat  | Beleg  |
| ---- | -------------------------------- | ---------------------------------- | --------- | ------ |
| 2019 | Hollywood Music in Media Awards  | Song/Score – Mobile Video Game     | Nominiert | [ 21 ] |
| 2019 | The Game Awards 2019             | Best Mobile Game                   | Gewonnen  | [ 22 ] |
| 2020 | Pocket Gamer Mobile Games Awards | Game of the Year                   | Gewonnen  | [ 23 ] |
| 2020 | 23. Annual D.I.C.E. Awards       | Portable Game of the Year          | Nominiert | [ 24 ] |
| 2020 | NAVGTR Awards                    | Original Dramatic Score, Franchise | Nominiert | [ 25 ] |
| 2020 | Game Developers Choice Awards    | Best Mobile Game                   | Nominiert | [ 26 ] |

## E-Sport
Das Call of Duty: Mobile World Championship 2020-Turnier war eine Partnerschaft zwischen Activision Blizzard und Sony Mobile Communications und markiert den Einstieg des Spiels in die oberste Stufe des E-Sports. Insgesamt wurden Preise in Höhe von mehr als 1 Million US-Dollar vergeben, darunter sowohl Bargeld als auch In-Game-Kosmetika. Konkurrierende Teams wurden vom 20. April bis 24. Mai 2020 durch vier offene Online-Qualifikationsspiele direkt aus der Community des Spiels gezogen. Berechtigte Spieler mit einem Rang als Veteran oder höher haben die Möglichkeit zu spielen. Die Verwendung von Desktop-Emulatoren und externen Geräten wie Controllern und Tastaturen war jedoch verboten.